# Lemúria (festival)
A Lemúria consistia em uma festa da Roma Antiga celebrada nos dias 9, 11 e 13 de maio. Tratava-se de uma cerimônia doméstica de purificação, que enfocava os ancestrais familiares. A Lemúria ocorria à noite e servia para aplacar espíritos errantes e malfazejos para os vivos, com o fim de torná-los manes silenciosos. A maior parte das fontes escritas que remetem às concepções romanas sobre a vida após a morte engloba o período que vai do século I a.C. ao século V d.C.

## Origem

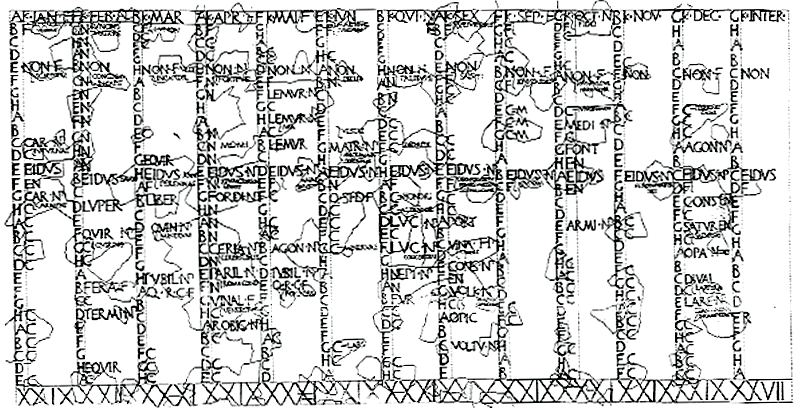
Calendário romano de festivais

Na Roma Antiga, o calendário era dividido em dias fastos, nefastos, endotercisus, eleitorais e comiciais. Os fastos correspondiam àqueles em que os homens podiam trabalhar, pois contavam com o apoio dos deuses. O poeta Ovídio (43 a.C.– 18 d.C.), membro de uma antiga e rica família de equestres, em seu poema elegíaco Fastos, apontava esses dias como aqueles em que se podia atuar com justiça. Nos dias nefastos, por outro lado, os homens não contavam com a ajuda dos deuses e, portanto, deveriam evitar trabalhar e realizar negócios, sob pena de não serem bem sucedidos em seus empreendimentos. Eram dias reservados às atividades religiosas. Os dias denominados de endotercisus eram aqueles fastos pela manhã e nefastos à tarde, os eleitorais tinham data flexível de acordo com a necessidade dos magistrados e os comiciais eram dias de feira. 

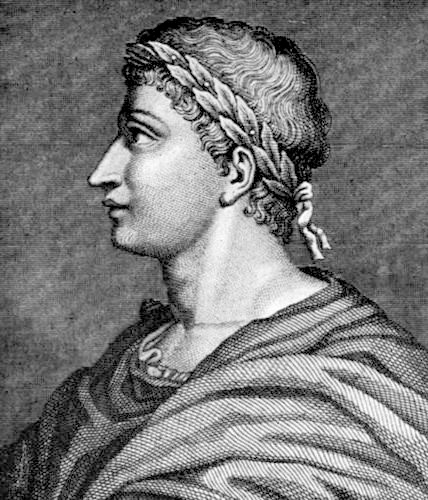
Poeta Ovídio

A origem da festa da Lemúria, inserida no calendário romano dentro dos dias fastos, foi cantada por Ovídio nos Fastos. Ovídio remonta a celebração ao ritual fúnebre de Remo, que após ser morto pelo irmão Rômulo volta em espectro para inocentá-lo. Remo apareceu em sonho aos seus pais adotivos, Fáustulo e Aca Larência, na noite em que eles retornaram do seu sepultamento. Remo, então, externou o desejo de que em seu nome fossem consagradas honras:
Meu irmão não quis isso – igual amor é o dele: 
o que pôde me deu: chorou meu fado. 
 Por vosso pranto e vosso pão, rogai a ele 
que as honras me consagre deste dia.
Ao saber do sonho, Rômulo acata o pedido do falecido irmão e denomina Remúria o festival que passaria a acontecer no dia da morte de Remo. Ovídio esclarece, ainda, a razão da troca da letra ‘R’ por ‘L’:
No longo tempo, foi mudada em branda a rude 
letra que aquele nome começava. 
Logo, de lêmure chamou à alma dos mortos: 
esse é o sentido e a força da palavra.

## Ritual
O ritual da Lemúria era realizado de noite pelo pater familias. A sua realização buscava acalmar e afastar os lêmures, espectros maléficos, que retornavam às casas que haviam habitado. À meia-noite dos dias 9, 11 e 13 de maio, quando todos estavam dormindo, o pater familias levantava descalço e estalava os dedos para afastar algum espectro que pudesse se aproximar. Na sequência, lavava suas mãos três vezes com água da fonte e dizia nove vezes seguidas, sem olhar para trás:

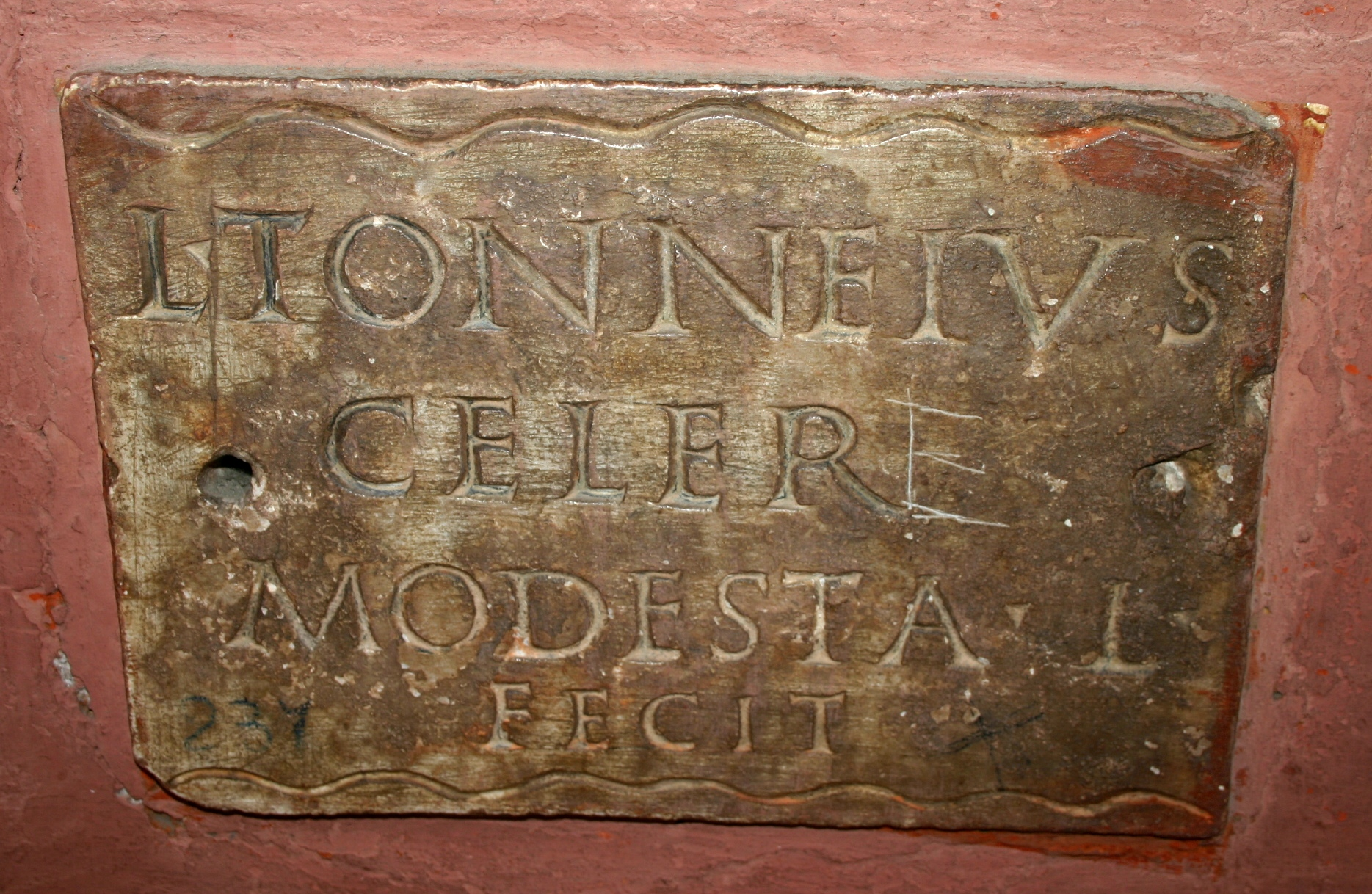
Roma - S. Silvestro in Capite - Lápide romana - Foto Giovanni Dall'Orto, 11 de abril de 2008

Eu as espalho,
e pelas favas me redimo, e aos meus
Logo em seguida, o pater familias jogava para trás de si três favas negras, lavava novamente as mãos na água da fonte, sacudia um objeto de bronze e exortava os espectros a saírem da casa, repetindo nove vezes:
Ide, manes paternos
Assim o rito chegava ao fim e o pater familias poderia tranquilizar-se, pois sabia que tinha apaziguado as sombras dos seus antepassados.

## Tipos de espectros
A diferenciação entre manes, lêmures e larvae é bastante controversa dentro da religiosidade romana. De forma geral, os lêmures são definidos como tendo uma natureza hostil e os manes como bons espíritos. Porém, nos Fastos, Ovídio, ao transmitir a ideia da natureza hostil dos fantasmas que se buscava afastar por meio do ritual da Lemúria, utiliza o termo manes para se referir a eles em vez de lêmures. Essa utilização de manes e lêmures enquanto sinônimos pode ser explicada como licença poética do autor ou mesmo porque, em seus primórdios, a Lemúria era de fato um festival que abarcava todos os mortos e não apenas aqueles capazes de prejudicar seus descendentes. De qualquer forma, essa confusão de manes com lêmures não pode ser vista como algo particular de Ovídio já que é encontrada em diversas fontes, inclusive epigráficas, indicando talvez a dupla acepção genérica de lêmures enquanto fantasmas sem distinção de natureza pacífica ou maléfica.

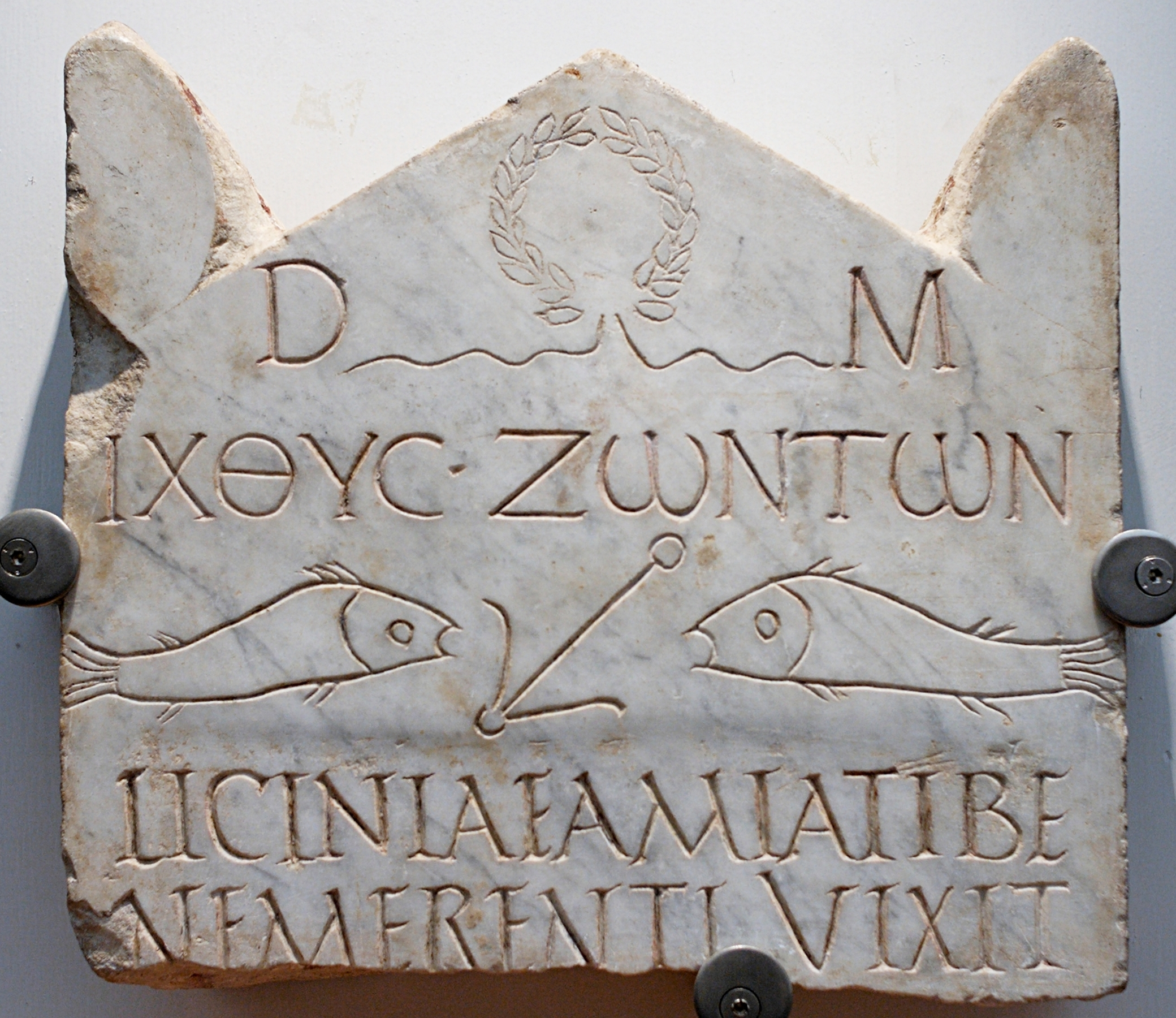
Estela de Licinia Amias: mostra a abreviação D.M., ou seja, Dis manibus, "aos deuses manes"

### Manes
Fontes históricas literárias e epigráficas indicam que no final da República e início do Principado os mortos eram comumente designados por manes ou mesmo di manes. Eles encontravam-se em uma categoria intermediária entre os homens e os deuses e eram cultuados em festivais na condição de um grupo denominado dii manes, de forma genérica, ou diui parentes, quando se tratava de ancestral familiar. Os mortos eram, portanto, tidos como uma coletividade que deveria ser cultuada em seu aspecto divino.

### Lêmures eLarvae
Não existe uma definição específica do que seriam os lêmures e as larvae, porém há indícios de que os romanos usavam esses termos para tratar de espíritos nocivos e temidos.
A primeira evidência que se tem da utilização do termo lêmure encontra-se nas Epístolas de Horácio, datada de finais do século I a.C., onde, apesar da imprecisão do vocábulo, é evidente que se trata de um espectro que deve ser temido. Ao comentar essa obra, no século III d.C., Porfírio afirmou que os lêmures eram espíritos de pessoas que morreram prematuramente e que devido à sua infelicidade deveriam ser temidos. Acro, outro escoliasta de Horácio, interpreta os lêmures como sombras de pessoas que tiveram uma morte violenta.
Já o termo larvae foi mencionado por Sêneca, em sua obra Apocolocyntosis divi Claudii ("Apocolocintose do divino Cláudio"), e por Plínio, em História Natural, e surge como o carrasco das almas no inferno ou ao menos como figuras demoníacas e hostis, mas não pode ser facilmente definido como fantasmas para esses autores. Para Plauto, larvae parece designar maus espíritos que afetam os homens com insanidade.
Podemos distinguir, assim, os lêmures como os espíritos dos insepultos sem um ritual fúnebre apropriado, bem como os mortos prematuramente, como as crianças; e as larvae, consideradas ainda mais maléficas do que os lêmures, correspondiam àqueles que morreram violentamente, a exemplo dos suicidas e vítimas de acidentes.

## Religiosidade
Dentro do mundo romano não existia nenhuma distinção entre o que era laico e o que era religioso. A religião estava presente em todas as práticas cotidianas, fossem elas privadas ou públicas. A religião, diferentemente da nossa concepção atual, não designava um elo sentimental, direto e pessoal do indivíduo com uma divindade, mas um conjunto de regras formais e objetivas legadas pela tradição. Esse entendimento levou os romanos a conferirem grande importância à observância dos ritos religiosos. Existem, basicamente, duas formas de entender o que significava religião para os antigos romanos. A primeira delas, ligada ao verbo religare (ligar) enfalizava o elo entre homens e deuses, que formavam uma comunidade. A segunda, advinda do verbo relegere (retomar, controlar ou mesmo zelo religioso) sublinhava o caráter organizacional da religião enquanto um sistema de obrigações da comunidade para manter a Pax deorum (paz com os deuses). A harmonia entre os homens e os deuses poderia ser abalada com o descumprimento das obrigações religiosas, causando a cólera divina e, consequentemente, a desordem do mundo.
Os ritos de natureza religiosa aconteciam em diversas fases da vida de um romano, como o nascimento, casamento e morte. No que se refere à morte, os romanos cultuavam seus mortos com oferendas, flores e orações tanto no dia do óbito como ao longo do ano por meio de diversas celebrações, que ocorriam nos meses de fevereiro e maio. Os festivais em homenagem aos mortos consistiam basicamente na Parentália, na Lupercália, celebradas em fevereiro, na Lemúria e na Agonia de Véjove, celebradas em maio. Também cuidavam de seus mortos nos larários de suas casas, onde os antepassados eram honrados com oferendas, e durante o ano havia festejos sobre o túmulo do falecido na data de seu aniversário (dies natalis).

#### Culto aos mortos

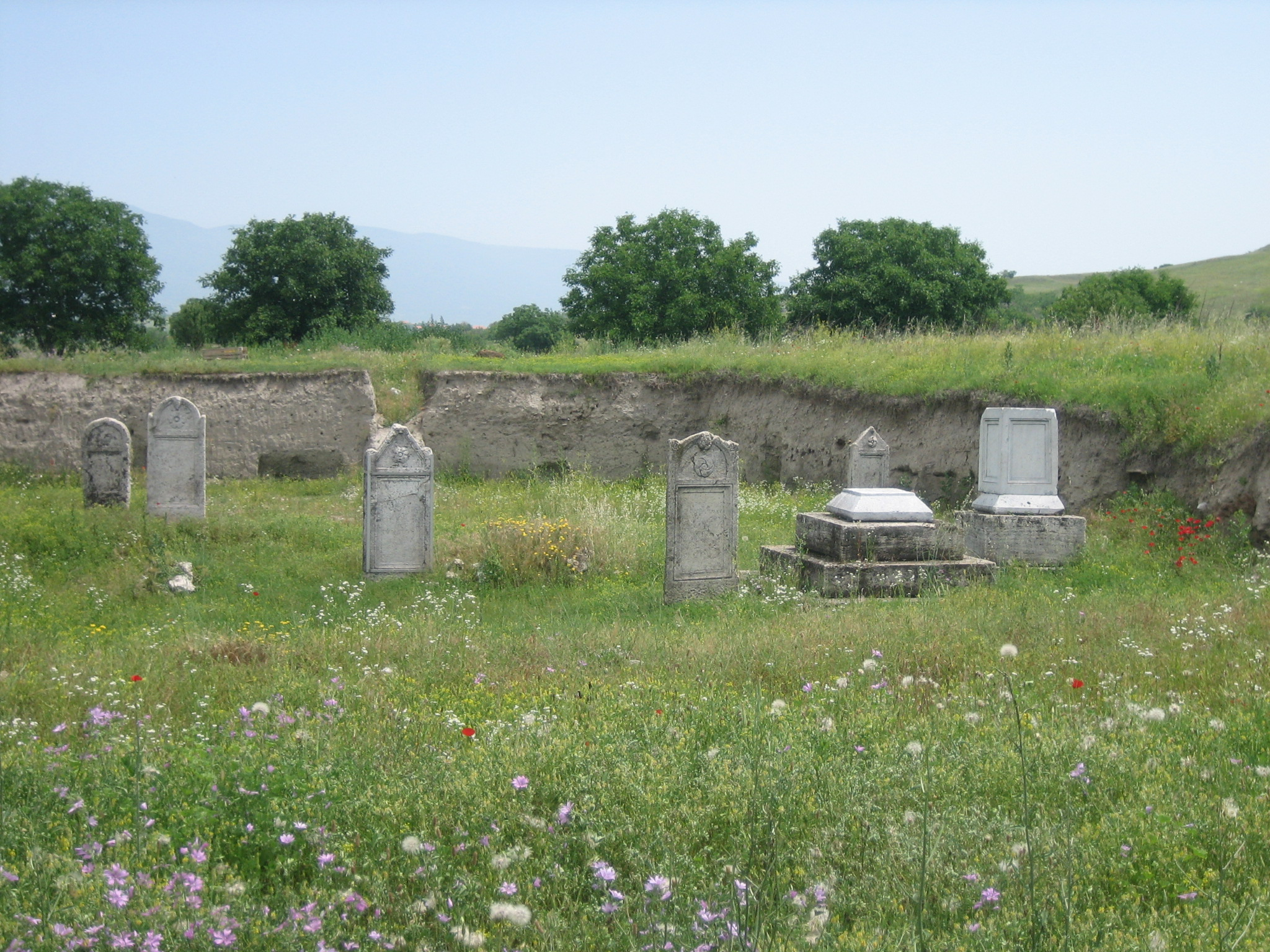
Vestígios de um cemitério romano da antiguidade, em Escupi, próximo a Escópia, República da Macedônia

Os romanos acreditavam que não havia uma separação entre corpo e alma após a morte, quando a alma iria para um lugar melhor ou pior dependendo do julgamento moral que recebesse. Pensavam que, em sua segunda existência, após a morte, o espectro do falecido permanecia ligado ao corpo no túmulo. Dessa crença deriva a grande importância atribuída pelos romanos aos ritos fúnebres, especialmente ao sepultamento. Dessa forma, ao final da cerimônia fúnebre, chamava-se três vezes a alma do morto pelo nome que tivera em vida, desejando-lhe uma existência feliz debaixo da terra, pois acreditava-se que o ser continuaria ali vivendo.A fixação da alma à morada subterrânea exigia que o corpo fosse coberto por terra. Se a alma não tivesse túmulo, não teria morada, seria errante, estaria condenada a vaguear eternamente, como larva ou fantasma, não receberia oferendas ou alimentos e, infeliz, tornar-se-ia malfazeja e atormentaria os vivos, forçando-os a proceder ao sepultamento do seu corpo. O repouso e a felicidade da alma do morto dependia, portanto, do seu sepultamento. Em suma, não bastava enterrar o corpo para uma vida serena após a morte, também era necessário cumprir ritos legados pela tradição e pronunciar fórmulas adequadas para as cerimônias fúnebres a fim de fixar as almas nos túmulos, evitando que permanecessem errantes. Na sepultura estavam o repouso e a felicidade eterna. O ser humano vivia no túmulo e sua alma não se separava do corpo. O ser que vivia sob a terra não estava totalmente desligado do humano e por isso, em certos dias do ano, os vivos levavam-lhe alimentos.

#### Rituais funerários
Escavações realizadas na cidade de Braga, Portugal, identificaram dois tipos de rituais funerários romanos entre o final do século I a.C. e o século VI d.C. O primeiro deles e o mais antigo era o ritual de incineração ou cremação, que remonta ao ano 5 a 3 a.C. Essa forma de sepultamento provavelmente já era uma prática funerária das comunidades indígenas e que continuou com a ocupação da região pelos romanos, que também cremavam seus mortos.Não se sabe ao certo quando esse ritual funerário parou de ser realizado. A partir do século IV d.C. um segundo tipo de sepultamento tornou-se mais frequente, ou seja, a inumação, contudo ainda nos séculos IV e VI d.C. foram encontradas sepulturas de incineração. As primeiras sepulturas de inumação que foram localizadas na necrópole romana de Braga datam do século III d.C. Além do corpo não ser cremado, nesse tipo de sepultamento também não se encontra mobiliário funerário nas covas. Apesar de ser sustentada por alguns autores, a hipótese de que a maior difusão da inumação estaria associada à difusão do cristianismo mostra-se redutora. As modificações havidas quanto aos rituais funerários dependiam de fatores sociais diversos, conforme as diferentes regiões em que eram adotados.
É importante salientar que tanto o processo de cremação quanto de inumação pressupunha o enterramento seja do corpo seja das cinzas e ossos restantes. O que sofreu alterações ao longo do tempo foi apenas o modo de destruição e de transformação do cadáver, fosse pelo fogo ou pela terra. Incinerado ou não, o cadáver haveria de se submeter ao rito dos funerais para se reunir à comunidade dos manes. Os mortos cujos enterros não seguiam o conjunto de preceitos específicos das cerimônias fúnebres , especialmente aqueles que não eram enterrados, eram considerados perigosos, sendo necessário apaziguá-los com rituais de diversas formas. Com isso, apesar de se tratar de um ritual doméstico, a Lemúria interessava toda a comunidade pelo seu caráter de purificação e afastamento dos espíritos errantes.

#### Culto doméstico
Sabemos muito pouco a respeito dos rituais domésticos romanos. É possível que, ao contrário do que ocorria nos rituais públicos, alguns romanos experimentassem nesses cultos privados um mundo religioso dentro do qual pudessem encontrar uma experiência pessoal advinda da celebração, além de um sentimento mais imediato de pertencimento à comunidade e do seu lugar dentro desta.
Não havia regras uniformes para a religião doméstica. Os seus ritos, orações e cantos eram propriedade sagrada e exclusiva de determinada família, e cada uma possuía os seus deuses (Fogo, Lares, Manes). Os cultos ficavam limitados ao interior da casa, não eram públicos, e somente o pai, seu único intérprete e pontífice, tinha o poder de ensiná-los a seus filhos.
A religião doméstica abrangia o culto aos mortos. Os funerais deveriam ser realizados pelo parente mais próximo. Havia a crença de que o morto só aceitaria a oferenda se fosse entregue por seus parentes e só desejava ser cultuado por seus descendentes. Ao filho se impunham sacrifícios aos manes do pai e de todos os seus ancestrais.
Logo, havia uma permanente troca de favores entre os vivos e os mortos de uma família, que constituíam uma unidade. O antepassado recebia dos descendentes os prazeres de que poderia desfrutar na segunda vida, após a morte; os descendentes recebiam do antepassado a ajuda e a força de que necessitavam. Estabelecia-se um poderoso vínculo entre todas as gerações de uma família, através das quais a religião doméstica propagava-se. O pai dava a vida ao filho e ensinava-lhe os cultos aos seus deuses. Assim, ao nascer, o novo ente adquiria o direito de adorá-los e oferecer-lhes sacrifícios, como também, mais tarde, quando a morte o divinizasse, seria incluído entre os deuses da sua família.

#### Numerologia sagrada
A Lemúria era celebrada no início do verão, em 9, 11 e 13 de maio, datas ímpares, separadas pelo intervalo de um dia. No calendário romano, os dias ímpares normalmente eram os dias de festa, frequentemente associados ao espiritual e ao divino, enquanto os dias pares eram associados ao material e o humano.
No ritual, destacava-se a repetição do número 3 em duas situações. Primeiramente, as cerimônias da Lemúria aconteciam em três dias ímpares consecutivos, quando a estrela Vesper (a noite) surgia três vezes e Febo (Sol) se punha três vezes. Também durante o ritual o pater familias, ao jogar as favas negras para trás, pronunciava a frase Ide, manes paternos por nove vezes, que nada mais é do que três multiplicado por três. Não se sabe ao certo a origem sagrada do número 3 e de seus múltiplos, mas acredita-se que ela pode estar relacionada às fases da lua ou da tríade da família (pai/mãe/filho).

## Laços familiares
O princípio da família na Roma Antiga não se restringia aos laços sanguíneos, tampouco aos de afeto. O que unia os membros de uma família era o culto aos lares e aos antepassados. A religião fazia da família um só corpo, nesta vida e na outra, após a morte. Portanto, um aspecto central do culto doméstico é que ele constituía o parentesco entre os membros de uma família. Dois homens seriam parentes quando tivessem os mesmos deuses, os mesmos lares, o mesmo túmulo. Como o culto aos lares e aos mortos restringia-se à linhagem paterna, ninguém poderia ser parente pela linha materna.
Assim, o princípio do parentesco estava no culto, e a compreensão dos romanos antigos sobre a agnação, ou seja, o parentesco pela consanguinidade por linha masculina, resolvia-se mediante sua confrontação com a religião doméstica. Uma vez que a religião só se transmitia pela linhagem masculina, dois homens apenas poderiam ser agnatos entre si se tivessem antepassados comuns também na linhagem masculina. A regra para agnação era a mesma utilizada para o culto doméstico. Logo, parentes eram aqueles que praticavam culto aos mesmos antepassados.
No tempo das Doze Tábuas, por volta do século V a.C., apenas era conhecido o parentesco por agnação. Posteriormente, o culto doméstico não foi mais o único critério a definir o parentesco, que passou a ser reconhecido também pelo nascimento. A leitura de jurisconsultos, de Cícero a Justiniano (século I a.C. a século V d.C.), revela que os dois sistemas de parentesco influenciaram o direito romano. Os romanos denominavam cognatio o parentesco que independia das regras da religião doméstica.

### Pietas
O culto doméstico - no que se incluía a Lemúria, cerimônia necessária para o bem-estar tanto do grupo familiar como para o da comunidade - tinha como uma de suas bases a pietas, que pode ser traduzida como um sentimento de obrigação, devoção e lealdade que ligava entre si membros da comunidade familiar, estendendo-se ao passado pelo culto aos ancestrais. Estava firrmada na religiosidade dos romanos, que acreditavam na proteção dos manes, lares e penates. Assim, a pietas estabelecia um vínculo afetivo entre os membros de uma família e estendia-se à divindade, abarcando também uma atitude correta em relação aos deuses, e acabando, com isso, por compreender também as relações com o Estado.